# SM Entertainment
S.M. Entertainment (Hangul: SM엔터테인먼트) este o companie de divertisment sud-coreeană înființată în 1995 de către Lee Soo-man. Este la momentul de față una dintre cele mai mari companii de divertisment din Coreea de Sud. Compania operează ca și casă de discuri, agenție de talente, companie de producere a muzicii, companie pentru management de evenimente și producere de concerte, și casă de publicare a muzicii.
Casa de discuri are nume de artiști K-pop proeminenți cum ar fi Kangta, S.E.S, BoA, TVXQ!, TRAX, CSJH The Grace, Super Junior, Girls' Generation, J-Min, Shinee, f(x), Henry, Zhou Mi, Exo, Red Velvet, NCT 127, NCT DREAM, NCT U, Wayv și în trecut artiști precum H.O.T, Fly to the Sky, Shinhwa. Se ocupă și de un număr de actori, printre care Kim Min-jong și Lee Yeon-hee. În Japonia, S.M. Entertainment co-publică lansări Avex Trax pentru artiști ce includ pe Ayumi Hamasaki, Namie Amuro, și Koda Kumi, precum și artiști ai Johnny's Entertainment cum ar fi Arashi si KAT-TUN.

## Artiști
Toți artiștii din companie sunt cunoscuți colectiv ca SM Town.

### Artiști curenți
Soloiști
- BoA
- Kangta
- J-Min
- Dana
- Sunday
- Henry
- Taemin
- Zhou Mi
- Kyuhyun
- Amber
- Taeyeon
- Ryeowook
- Yesung
- Luna
- Lay
- Hyoyeon
- Chen
- Baekhyun
- Kai

| Grupuri - S.E.S. - TVXQ - TRAX - CSJH The Grace - Super Junior - Girls' Generation - Shinee - f(x) - Exo - Red Velvet - NCT - SuperM - aespa Sub-grupuri - Super Junior-K.R.Y. - Super Junior-T - Super Junior-M - Super Junior-Happy - The Grace-Dana & Sunday - Super Junior-D&E - Girls' Generation-TTS - EXO-M - EXO-K - NCT U - NCT 127 - NCT DREAM - EXO-CBX - EXO-SC | Proiecte de grupuri - S.M. The Ballad - M&D - Younique Unit - S.M. The Performance - Toheart |

| - Choi Jong-yoon - Kim Ian - Kim Min-jong - Lee Jae-ryong - Lee Yeon-hee - Lina - Sulli - Yoo Ho-jeong | - Lee Dong-woo - Kim Kyung-shik |  |

### Artiști de studio
| Producător/compozitor - Yoo Young-jin - Young-hu Kim - Kenzie - Song Kwang-sik - Hitchhiker - Kangta - Lay Liricist coreean - Kenzie - Misfit - Young-hu Kim - Yoo Young-jin - JQ - Jo Yoon-kyung | Liricist chinez - Liu Yuan - Wang Yajun - Zhou Weijie - Lin Xinye - T-Crash Coreograf - Gregory Hwang - Shim Jae-won - Shin Soo-jung - Mihawk Back - Rino Nakasone - Kasper Pianist - Song Kwang-sik |  |

## Vezi și
- YG Entertainment
- Kpop